# Demotix
Demotix – społeczna strona internetowa poświęconą dziennikarstwu oraz agencja fotograficzna. Ułatwia to dziennikarskim wolnym strzelcom i amatorom dzielenie się własną treścią oraz fotografią reporterską, a także pozwala im kształtować obraz mediów. Strona internetowa została utworzona w styczniu 2009 roku przez CEO Turi Munthe and COO Jonathan Tepper z siedzibą w Londynie. Celem Demotix jest „ratowanie dziennikarstwa” poprzez łączenie niezależnych dziennikarzy z tradycyjnymi mediami.